# أوتسانو مونفيراتو
أوتسانو مونفيراتو (بالإيطالية: Ozzano Monferrato) هي بلدية في مقاطعة ألساندريا في إقليم بييمونتي في إيطاليا.

## السكان
في سنة 1861 بلغ عدد السكان 1٬596 نسمة، وتطور العدد ليصل في سنة 2011 لـ 1٬506 نسمة.
يظهر هذا المخطط البياني تطور النمو السكاني لـ أوتسانو مونفيراتو